# Lytta aenea
Lytta aenea é uma espécie de inseto coleóptero polífago pertencente à família Meloidae. Pode ser encontrado na América do Norte, na região leste dos Estados Unidos.

## Taxonomia
Foi descrita pela primeira vez em 1824, pelo naturalista norte-americano Thomas Say, sob o binomial Lytta aenea. É um dos representantes do gênero Lytta, que possui em torno de 110 espécies, introduzido pelo entomólogo dinamarquês Johan Christian Fabricius em 1755.
O nome científico do gênero deriva dos termos em grego antigo λύττα, lútta, que, por sua vez, é uma variante de λύσσα, lýssa; que significa 'ira', 'loucura', 'fúria'. Este nome faz referência à substância tóxica presente em seu corpo, denominada "cantaridina". Seu epíteto específico, por sua vez, deriva do latim aenea, que significa 'feito de bronze', em referência à coloração ferruginosa de seus membros.

## Alimentação
A espécie, assim como outros representantes de seu gênero, parasitam ninhos de abelhas durante a fase larval, se alimentando destas. No caso de L. aenea, parasitam principalmente Colletes thoracicus. Enquanto os adultos, por sua vez, se alimentam de plantas dos gêneros Amelanchier, Prunus, Crataegus, Carya, Malus, Pirophorum, além de algumas espécies das famílias Salicaceae e Fagaceae.